# Орел (бік монети)
Орел — зворотний бік монети, медалі.
Розмовна назва протилежного стороні з номіналом боку монети в Росії, її колишніх колоніях та країнах, що знаходилися під її впливом. Може бути як аверсом, так і реверсом монети.
«Орлом» стали називати одну зі сторін будь-якої російської монети дрібного номіналу, на якій був зображений російський державний герб - двоголовий орел - ще на рубежі XVII-XIX століть. Хоча двоголовий орел став символом державного герба Московії ще з часів Івана III, рішення про нанесення цього символу на перші загальнодержавні монети було прийнято тільки після грошової реформи, проведеної Петром Першим. Тоді орел наносився на аверс монети, тобто на його лицьову частину.
Традицію називати «орлом» ту сторону монети, на якій зображений герб, зберегли у Росії й донині, хоча за часів СРСР двоголовий орел був замінений на земну кулю з серпом і молотом в обрамленні колосків, а в нинішній час двоголовий орел є символом і Центрального банку Росії, і державного герба Російської Федерації. Правда тепер «орлом» є вже не аверс, а реверс монети, тобто його зворотний, нелицьову частину.